# Cantó de Sains-en-Gohelle
El cantó de Sains-en-Gohelle és un cantó francès del departament del Pas de Calais, situat al districte de Lens. Té sis municipis i el cap és Sains-en-Gohelle.

## Municipis
- Aix-Noulette
- Bouvigny-Boyeffles
- Gouy-Servins
- Hersin-Coupigny
- Sains-en-Gohelle
- Servins

## Història
| Data d'elecció                           | Identitat      | Partit | Qualitat |
| ---------------------------------------- | -------------- | ------ | -------- |
| 1992-                                    | Alain Lefèbvre | PS     |          |
| les dades anteriors no són pas conegudes |                |        |          |
|                                          |                |        |          |

## Demografia
| A partir de 1990: Població sense dobles comptes |